# Polyphlebium pyxidiferum
Polyphlebium pyxidiferum är en hinnbräkenväxtart som först beskrevs av Carolus Linnaeus, och fick sitt nu gällande namn av Ebihara och Dubuisson. Polyphlebium pyxidiferum ingår i släktet Polyphlebium och familjen Hymenophyllaceae. Inga underarter finns listade.

## Bildgalleri

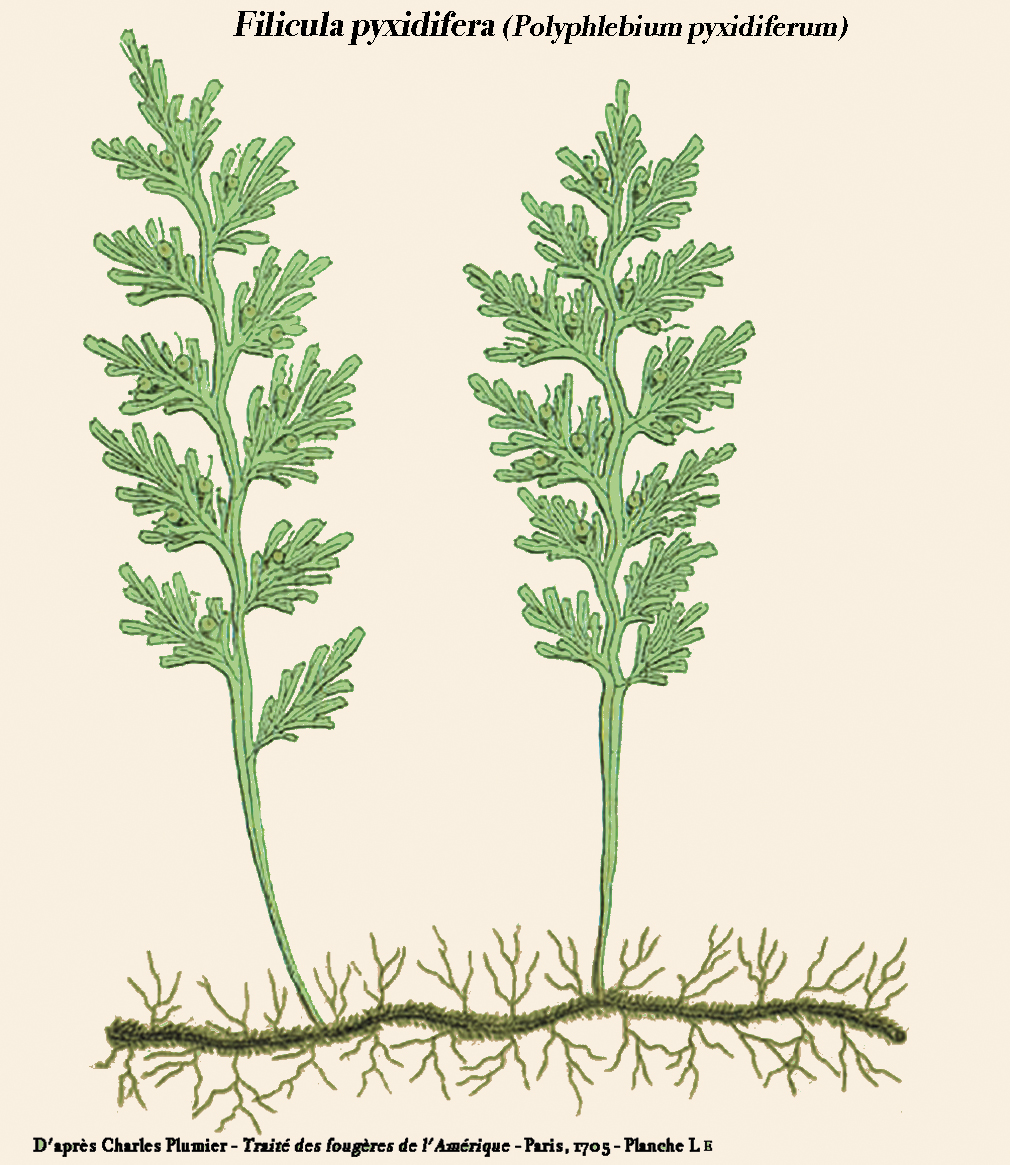